# Johann Albrecht Adelgrief
Johann Albrecht Adelgrief, död 11 oktober 1636, var en tysk profet, son till en protestantisk präst. Johann Albrecht Adelgrief behärskade med bravur de antika språken och var en flitig skribent. Han dömdes till döden i en häxprocess då all hans litterära produktion förstördes.